# Rafnia diffusa
Rafnia diffusa är en ärtväxtart som beskrevs av Carl Peter Thunberg. Rafnia diffusa ingår i släktet Rafnia och familjen ärtväxter. Inga underarter finns listade i Catalogue of Life.